# Get Back Up
"Get Back Up" to piosenka hip-hopowa stworzona na siódmy album studyjny amerykańskiego rapera T.I. pt. No Mercy (2010). Wyprodukowany przez The Neptunes oraz nagrany z gościnnym udziałem wokalisty R&B Chrisa Browna, utwór wydany został jako pierwszy singel promujący krążek dnia 29 października 2010 roku.

## Informacje o utworze
Utwór "Get Back Up" napisany został przez samego T.I., a także Pharrella Williamsa i Chada Hugo, członków duetu producenckiego The Neptunes, który wyprodukował gotowy singel.
Światowa premiera singla odbyła się 29 października 2010 roku w systemie digital download. Miesiąc później, 29 listopada, singel udostępniono w Wielkiej Brytanii, także w sprzedaży cyfrowej.

## Teledysk
Premiera wideoklipu do utworu miała miejsce 3 listopada 2010. Klip wyreżyserował Chris Robinson, znany ze współpracy z artystami formatu Beyoncé Knowles, Alicii Keys czy Jaya-Z.

## Pozycje na listach przebojów
| Kraj                         | Notowanie (2010)       | Wydawca               | Najwyższa pozycja |
| ---------------------------- | ---------------------- | --------------------- | ----------------- |
| Australia                    | Top 100 Singles        | ARIA Charts           | 91                |
| Niemcy                       | Deutsche Black Charts  | Deutsche Trend Charts | 9                 |
| Stany Zjednoczone            | Billboard Hot 100      | Billboard             | 70                |
| Stany Zjednoczone            | Hot R&B/Hip-Hop Songs  | Billboard             | 37                |
| Stany Zjednoczone            | Rap Songs              | Billboard             | 20                |
| Zjednoczone Emiraty Arabskie | Official Singles Chart | IFPI                  | 17                |